# Cells at Work!
Cells at Work! (japanisch はたらく細胞 Hataraku Saibō, deutsch ‚Zellen bei der Arbeit‘) ist der Titel einer seit 2015 laufenden Mangaserie von Akane Shimizu, die im menschlichen Körper spielt und hauptsächlich den Blutkreislauf und das Immunsystem behandelt. Die Hauptfiguren des Werks sind ein anthropomorphes rotes und ein weißes Blutkörperchen.
Eine 13-teilige Animeserie, produziert von David Production, lief vom Juli bis September 2018 in Japan. Beide erscheinen unter dem Titel Cells at Work! auch im deutschsprachigen Raum. Seit 2018 erscheint in Japan der Ableger Cells at Work! Black, der ebenfalls als Anime adaptiert wurde.

## Handlung
Die Handlung der Mangaserie und der dazugehörigen Animeadaptation spielt im menschlichen Körper, in welchem 37,2 Billionen anthropomorpher Zellen daran arbeiten, den Körper gesund zu halten. Die Serie konzentriert sich dabei auf zwei Zellen: die Erythrozyte (rotes Blutkörperchen) in Ausbildung AE3803, die sich ständig bei der Arbeit im Körper verläuft, und den Leukozyten (weißes Blutkörperchen) U-1146, der sich ständig im Kampf gegen Fremdkörper befindet, die versuchen, den Körper zu befallen.

## Charaktere
Erythrozyt (Rotes Blutkörperchen) (赤血球, Sekkekkyū) (AE3803)
AE3803 ist ein zerstreutes rotes Blutkörperchen in Ausbildung, deren Aufgabe die Auslieferung von Sauerstoff, Kohlenstoffdioxid und Nährstoffen im ganzen Körper ist. Rote Blutkörperchen werden als Lieferanten in roter Uniform dargestellt. Sie trifft auf den Leukozyten U-1146, als dieser sie vor einem Pneumokokken-Angriff rettet. Sie ist tollpatschig und verläuft sich oft, und sie hat das Pech, ständig Bakterien und anderen Krankheitserregern über den Weg zu laufen, ist aber dennoch entschlossen ihre Arbeit so gut es geht zu bewältigen.
Neutrophiler (好中球, Kōchūkyū)/Weißes Blutkörperchen (白血球, Hakkekkyū) (U-1146)
U-1146 ist ein weißes Blutkörpchen, dessen Aufgabe darin besteht, fremde Keime, Bakterien und Viren zu bekämpfen. Trotz dieser Tätigkeit ist er eher still und sanftmütig.
Makrophage (マクロファージ, Makurofāji)/Monozyt (単球, Tankyū)
Makrophagen sind weiße Blutkörperchen, die sich um die Beseitigung von Mikroorganismen kümmern. Sie werden als mit schweren, stumpfen Objekten bewaffnete Dienstmädchen dargestellt. Die Makrophagen sind an der Antigen-Findung und Bereitstellung von Immuninformationen beteiligt. Außerdem kümmern sie sich um die Erziehung der Erythroblasten und deren Ausbildung zu Erythrozyten.
Wenn sich eine Makrophage innerhalb der Blutbahn befindet, hat sie die Rolle einer Monozytin und trägt einen Chemikalienschutzanzug.
T-Killerzelle (キラーT細胞, Kirā Tī Saibō)
Die T-Killerzelle ist ein weißes Blutkörperchen, das jeden Fremdkörper bekämpft. Er ist laut und leicht reizbar und sieht auf Artgenossen, die Freundschaften zu anderen Zellen schließen, herab – wie zum Beispiel auf U-1146 und AE3803. Er pflegt eine Rivalität mit der T-Helferzelle. In seiner Jugend galt er im Vergleich zu den anderen T-Killerzellen als schwach und konnte nur dank der Hilfe einer T-Helferzelle das Training überstehen.
Thrombozyten (Blutplättchen) (血小板, Kesshōban)
Die Blutplättchen sind für die Heilung des Körpers zuständig, wenn dieser sich verletzt. Passend zu ihrer geringen Zellgröße werden sie als Vorschulkinder dargestellt.
T-Helferzelle (ヘルパーT細胞, Herupā Tī Saibō)
Die T-Helferzelle bestimmt die Strategie und den Kurs im Umgang mit feindlichen Fremdkörpern. Er ist der Kommandant der T-Killerzellen. Mit einer T-Killerzelle pflegt er, wegen ihrer gemeinsamen Vergangenheit, eine Rivalität.
Eosinophile (好酸球, Kōsankyū)
Eosinophile ist ein weißes Blutkörperchen die mit U-1146 bekannt ist, seit sie im gleichen Knochenmark aufgewachsen sind. Sie fühlt sich im Vergleich zu anderen Immunzellen, aufgrund ihrer Schwäche Bakterien gegenüber, minderwertig. Allerdings ist sie in der Lage, gegen Parasiten wie dem Fadenwurm zu kämpfen.
Älteres rotes Blutkörperchen (先輩赤血球, Senpai Sekkekkyū) (AA5100)
AA5100 ist ein älteres rotes Blutkörperchen (Senpai), welche AE3803 ab und zu anleitet und weiterhilft.
Jüngeres rotes Blutkörperchen (球球赤血, Kohai Sekkekkyū?) (NT4201)
Ein junges, aber sehr ernstes rotes Blutkörperchen (Kohai), das AE3803-Student wird.
Dendritische Zelle (樹状細胞, Jujō Saibō)
Die Dendritische Zelle wird als Call-Center-Angestellter dargestellt. Er kann die naiven T-Zellen stimulieren und in Effektoren wandeln.
B-Zelle (B細胞, Bī Saibō)
Die B-Zelle ist ein Weißes Blutkörperchen, der eine Waffe bei sich trägt, die Antikörper verschießt. Er ist oft davon genervt, dass er weniger Lob bekommt als die anderen Killerzellen.
Basophil (好塩基球, Kōenkikyū)
Da die konkrete Rolle der Basophilen bei der Immunabwehr unklar ist, wird er als mysteriöse Figur dargestellt, die stets kryptische Äußerungen von sich gibt. Er erscheint meist bei parasitären Infektionen.

## Veröffentlichung
Das erste Kapitel des Manga von Akane Shimizu erschien am 26. Januar 2015 (Ausgabe 3/2015) im Magazin Gekkan Shōnen Sirius des Verlages Kōdansha. Die Serie wurde im Januar 2021 abgeschlossen und die Kapitel in sechs Sammelbänden (Tankōbon) zusammengefasst. Das letzte Kapitel setzt sich mit der COVID-19-Erkrankung auseinander. Kodansha USA, ein Ableger des japanischen Verlages, vertreibt den Manga als Cells at Work! in den Vereinigten Staaten. Auf Taiwan übernimmt Tong Li Publishing die Publikation des Werkes. Im deutschsprachigen Raum wurde das Werk von April 2019 bis November 2021 durch das Imprint Manga Cult des Verlags Cross Cult mit allen Bänden veröffentlicht.
Der Manga erfuhr am 3. April 2017 im Magazin Nakayoshi (Ausgabe 5/2017) seinen ersten Ableger unter dem Titel Hataraku Saikin (はたらく細菌, dt. „Bakterien bei der Arbeit“) geschrieben und gezeichnet von Haruyuki Yoshida. Dieser behandelt die Arbeit der Darmbakterien. Der zweite Ableger Hatarakanai Saibō (はたらかない細胞, „Zellen, die nicht arbeiten“) wurde von Moe Sugimoto umgesetzt und erschien ab dem 26. Juli 2017 (Ausgabe 9/2017) wie das Hauptwerk in der Gekkan Shōnen Sirius. Hier stehen Erythroblasten im Vordergrund. Die Serie wurde im November 2021 abgeschlossen. Der fünfte und letzte Sammelband soll im Februar 2022 in Japan erscheinen. Von 2020 bis 2021 erschien der Ableger Cells at Work! – An die Arbeit, Blutplättchen! (はたらく血小板ちゃん Hataraku Kesshouban-chan), die von Januar 2021 bis Mai 2022 mit allen vier Bänden auf Deutsch veröffentlicht wurde.
Ein dritter Ableger, Cells at Work! Black, lief von 2018 bis 2021 im Magazin Morning, geschrieben von Shigemitsu Harada und illustriert von Issei Hatsuyoshi.
| Band | Veröffentlichung (Japan) | ISBN (Japan)            | Veröffentlichung (D) | ISBN (D)                |
| ---- | ------------------------ | ----------------------- | -------------------- | ----------------------- |
| 1    | 9. Juli 2015             | ISBN 978-4-06-376560-1. | 10. Apr. 2019        | ISBN 978-3-96433-128-1. |
| 2    | 20. Nov. 2015            | ISBN 978-4-06-376589-2. | Juni 2019            | ISBN 978-3-96433-158-8  |
| 3    | 9. Juni 2016             | ISBN 978-4-06-390633-2. | Aug. 2019            | ISBN 978-3-96433-190-8  |
| 4    | 30. Nov. 2016            | ISBN 978-4-06-390664-6. | Okt. 2019            | ISBN 978-3-96433-222-6  |
| 5    | 9. Aug. 2017             | ISBN 978-4-06-390720-9. | Dez. 2019            | ISBN 978-3-96433-235-6  |

## Adaptionen

### Anime
Im Januar 2018 wurde eine Adaption als Anime-Fernsehserie angekündigt, die von Ken’ichi Suziki als Regisseur und dem Animationsstudio David Production umgesetzt wird. Das Drehbuch wurde von Suzuki und Yūko Kakihara geschrieben, für das Charakterdesign zeigt sich Takahiko Yoshida verantwortlich. Die 13 Folgen wurden vom 7. Juli bis 30. September 2018 auf Tokyo MX, Tochigi TV, Gunma TV und BS11 Punkt Mitternacht (und damit am vorigen Fernsehtag) in Japan gezeigt, sowie mit bis zu zwei Tagen Versatz auch auf TV Aichi, Mainichi Hōsō, Hokkaidō Hōsō, RKB Mainichi Hōsō und AT-X. Eine Extrafolge wurde am 27. Dezember 2018 ausgestrahlt.
Im deutschsprachigen Raum wird die Serie inkl. der Extrafolge unter dem Titel Cells at Work! im Simulcast durch Wakanim gestreamt und bei Peppermint Anime auf DVD und Blu-ray veröffentlicht, jedoch exklusiv bei Animax erstveröffentlicht.
Aniplex of America hat die Animeserie für Nordamerika lizenziert und kündigte einen Simulcast auf Crunchyroll an.

#### Synchronisation
Die Synchronisation beider Staffeln entstand im Tonwerk München @Alpha Postproduktion in München. Dialogbuch und Dialogregie übernahm Katharina von Daake. 
| Rolle                                      | japanischer Sprecher (Seiyū) | deutscher Sprecher  |
| ------------------------------------------ | ---------------------------- | ------------------- |
| AE3803 (Rotes Blutkörperchen)              | Kana Hanazawa                | Angelina Markiefka  |
| U-1146 (Neutrophil, Weißes Blutkörperchen) | Tomoaki Maeno                | Julian Bayer        |
| Frau Makrophage/Monozyt                    | Kikuko Inoue                 | Angela Wiederhut    |
| T-Killerzelle                              | Daisuke Ono                  | Christopher Kussin  |
| Thrombozyt                                 | Maria Naganawa               | Amira Leisner       |
| T-Helferzelle                              | Takahiro Sakurai             | Sebastian Griegel   |
| Regulatorische T-Zelle                     | Saori Hayami                 | Katharina von Daake |
| Eosinophile                                | Mao Ichimichi                | Inez Günther        |
| Dendritische Zelle                         | Nobuhiko Okamoto             | Andreas Thiele      |
| Gedächtniszelle                            | Yūichi Nakamura              | Vincent Fallow      |
| Mastzelle                                  | Ayako Kawasumi               | Sophie Rogall       |
| Älteres Rotes Blutkörperchen               | Aya Endo                     | Tatjana Pokorny     |
| Pneumokokke                                | Hiroyuki Yoshino             | Leonard Hohm        |
| B-Zelle                                    | Shōya Chiba                  | Johannes Wolko      |
| Basophil                                   | Tomokazu Sugita              | Karim El Kammouchi  |
| Erzählerin                                 | Mamiko Noto                  | Janina Dietz        |

#### Musik
Die Serienmusik wird von Ken’ichirō Suehiro und Mayuko komponiert.
Das Lied im Vorspann heißt Mission! Ken – Kō – Dai – Ichi (ミッション! 健・康・第・イチ) und wird gesungen von den in der Fernsehserie mitwirkenden Synchronsprechern Kana Hanazawa, Tomoaki Maeno, Daisuke Ono und Kikuko Inoue. Der Abspanntitel CheerS wird von ClariS gesungen.

#### Episodenliste
Der deutsche Simulcast erfolgte etwa eine Stunde nach der japanischen Erstausstrahlung. Aufgrund des Zeitzonenunterschieds mit Japan, das einige Stunden voraus ist, ist dies im deutschsprachigen Raum jeweils am Vortag geschehen.
Die Episoden wurden seit dem 30. April 2020 bei Animax mit deutscher Synchronisation erstveröffentlicht, noch vor der DVD- und Blu-ray-Veröffentlichung seit dem 25. Mai 2020 bei Peppermint Anime. Zuerst erschienen nur fünf Episoden im Handel, am 20. Juli 2020 folgten weitere fünf Episoden. Die letzten vier Episoden folgten am 21. September 2020.
Die zweite Staffel wurde exklusiv im Simuldub bei Wakanim veröffentlicht. Im Gegensatz zur ersten Staffel hatte die zweite Staffel nur 8 Episoden, in denen zum Teil nur Kurzgeschichten erzählt wurden.
| Nr. (ges.) | Nr. (St.) | Deutscher Titel                        | Originaltitel                                         | Erstausstrahlung Japan | Deutschsprachige Erstausstrahlung (D) |
| ---------- | --------- | -------------------------------------- | ----------------------------------------------------- | ---------------------- | ------------------------------------- |
| 1          | 1         | Pneumokokken                           | Haienkyūkin (肺炎球菌)                                | 8. Juli 2018           | 30. Apr. 2020                         |
| 2          | 2         | Kratzwunde                             | Surikizu (すり傷)                                     | 15. Juli 2018          | 30. Apr. 2020                         |
| 3          | 3         | Influenza                              | Infuruenza (インフルエンザ)                           | 22. Juli 2018          | 7. Mai 2020                           |
| 4          | 4         | Lebensmittelvergiftung                 | Shokuchūdoku (食中毒)                                 | 29. Juli 2018          | 14. Mai 2020                          |
| 5          | 5         | Zedernpollenallergie                   | Sugi Kafun Arerugī (スギ花粉アレルギー)               | 5. Aug. 2018           | 21. Mai 2020                          |
| 6          | 6         | Erythroblast und Leukoplast            | Sekigakyū to Kotsuzuikyū (赤芽球と骨髄球)             | 12. Aug. 2018          | 28. Mai 2020                          |
| 7          | 7         | Krebszellen                            | Gan Saibō (がん細胞)                                  | 19. Aug. 2018          | 9. Juli 2020                          |
| 8          | 8         | Blutkreislauf                          | Ketsueki Junkan (血液循環)                            | 26. Aug. 2018          | 16. Juli 2020                         |
| 9          | 9         | Thymuszellen                           | Kyōsen Saibō (胸腺細胞)                               | 2. Sep. 2018           | 20. Juli 2020                         |
| 10         | 10        | Staphylokokken                         | Ōshoku Budō Kyūkin (黄色ブドウ球菌)                   | 9. Sep. 2018           | 20. Juli 2020                         |
| 11         | 11        | Hitzschlag                             | Netchūshō (熱中症)                                    | 16. Sep. 2018          | 6. Aug. 2020                          |
| 12         | 12        | Hämorrhagischer Schock Teil 1          | Shukketsusei Shokku (Zempen) (出血性ショック（前編）) | 23. Sep. 2018          | 13. Aug. 2020                         |
| 13         | 13        | Hämorrhagischer Schock Teil 2          | Shukketsusei Shokku (Kōhen) (出血性ショック（後編）)  | 30. Sep. 2018          | 20. Aug. 2020                         |
| 14         | 14        | Erkältungssyndrom                      | Kaze Shōkōgun (風邪症候群)                            | 27. Dez. 2018          | 27. Aug. 2020                         |
| 15         | 1         | Beule                                  | Tankobu (たんこぶ)                                    | 9. Jan. 2021           | 28. Jan. 2021                         |
| 16         | 2         | Erworbene Immunität / Peyer-Plaques    | Kakutokumen’eki / Peyer Ban (獲得免疫 / パイエル板)   | 15. Jan. 2021          | 4. Feb. 2021                          |
| 17         | 3         | Dengue-Fieber / Akne                   | Dengue Netsu / Nikibi (デング熱 / ニキビ)             | 22. Jan. 2021          | 11. Feb. 2021                         |
| 18         | 4         | Helicobacter Pylori / Antigenvariation | Pylori Kin / Kougen Hen`i (ピロリ菌 / 抗原変異)       | 29. Jan. 2021          | 18. Feb. 2021                         |
| 19         | 5         | Zytokine                               | Cytokine (サイトカイン)                               | 5. Feb. 2021           | 25. Feb. 2021                         |
| 20         | 6         | Pathogene Bakterian                    | Akudamakin (悪玉菌)                                   | 12. Feb. 2021          | 4. März 2021                          |
| 21         | 7         | Krebszellen II - Teil 1                | Gan Saibō II (Zenpen) (がん細胞II (前編))             | 19. Feb. 2021          | 11. März 2021                         |
| 22         | 8         | Krebszellen II - Teil 2                | Gan Saibō II (Kōhen) (がん細胞II (後編))              | 26. Feb. 2021          | 18. März 2021                         |

### Light Novel
Am 12. Juli 2018 erschien eine Adaption als Light Novel beim Imprint Kōdansha KK Bunko. Diese wurde geschrieben von Yui Tokiumi und illustriert von Akane Shimizu.

### Theaterstück
Im Juni 2018 wurde eine Umsetzung als Theaterstück namens Tainai Katsugeki Hataraku Saibō angekündigt. Dieses soll vom 16. bis 25. November 2018 im Theatre 1010 in Tokio aufgeführt werden. Regie führt Tsuyoshi Kida, während das Skript von Keita Kawajiri geschrieben wird. Die beiden Protagonisten werden von Kanon Nanaki und Masanari Wada gespielt.

## Rezeption

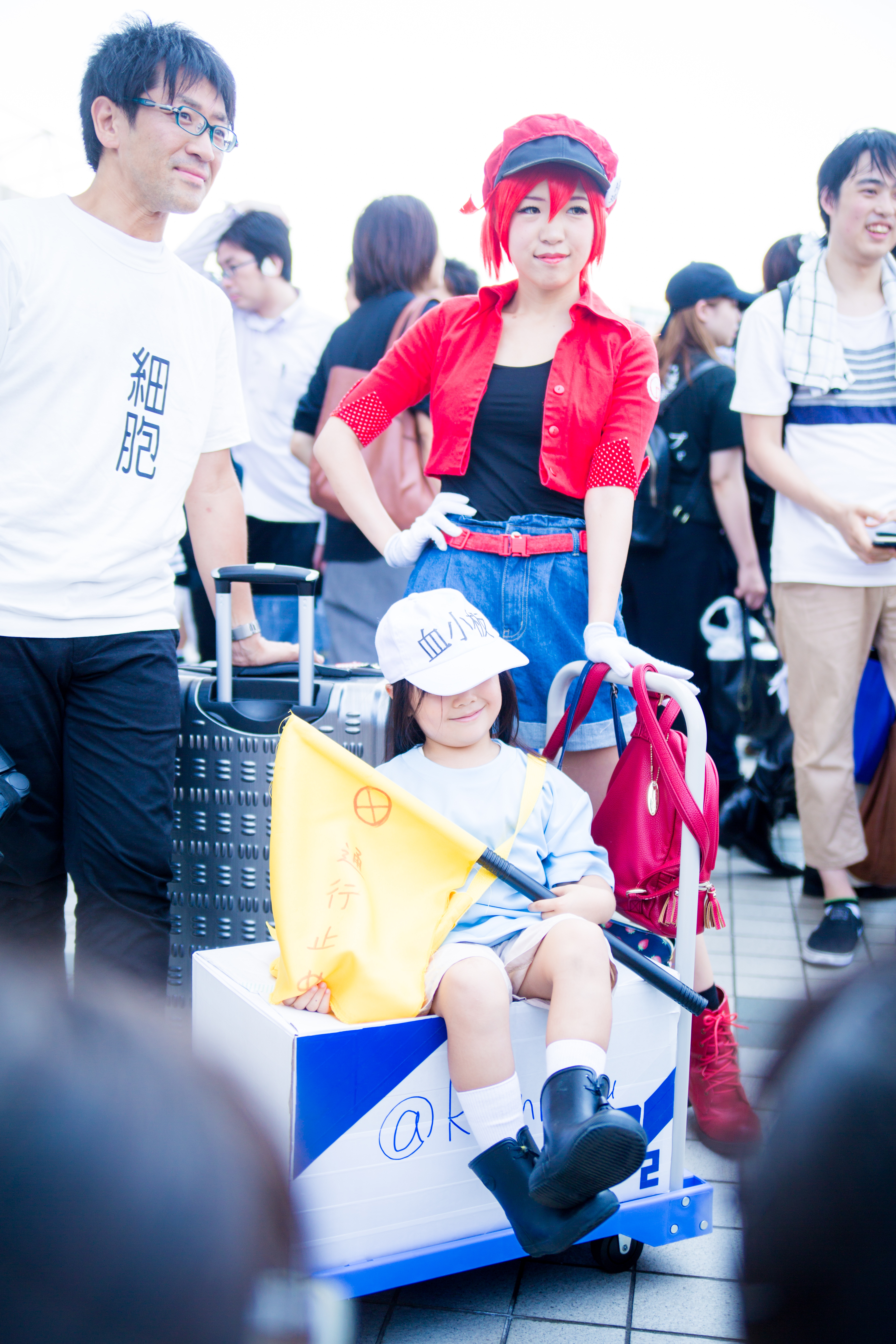
Cosplayer als normale Zelle (links), rotes Blutkörperchen „AE3803“ (Mitte) und Blutplättchen (unten), Sommer-Comiket 2018.

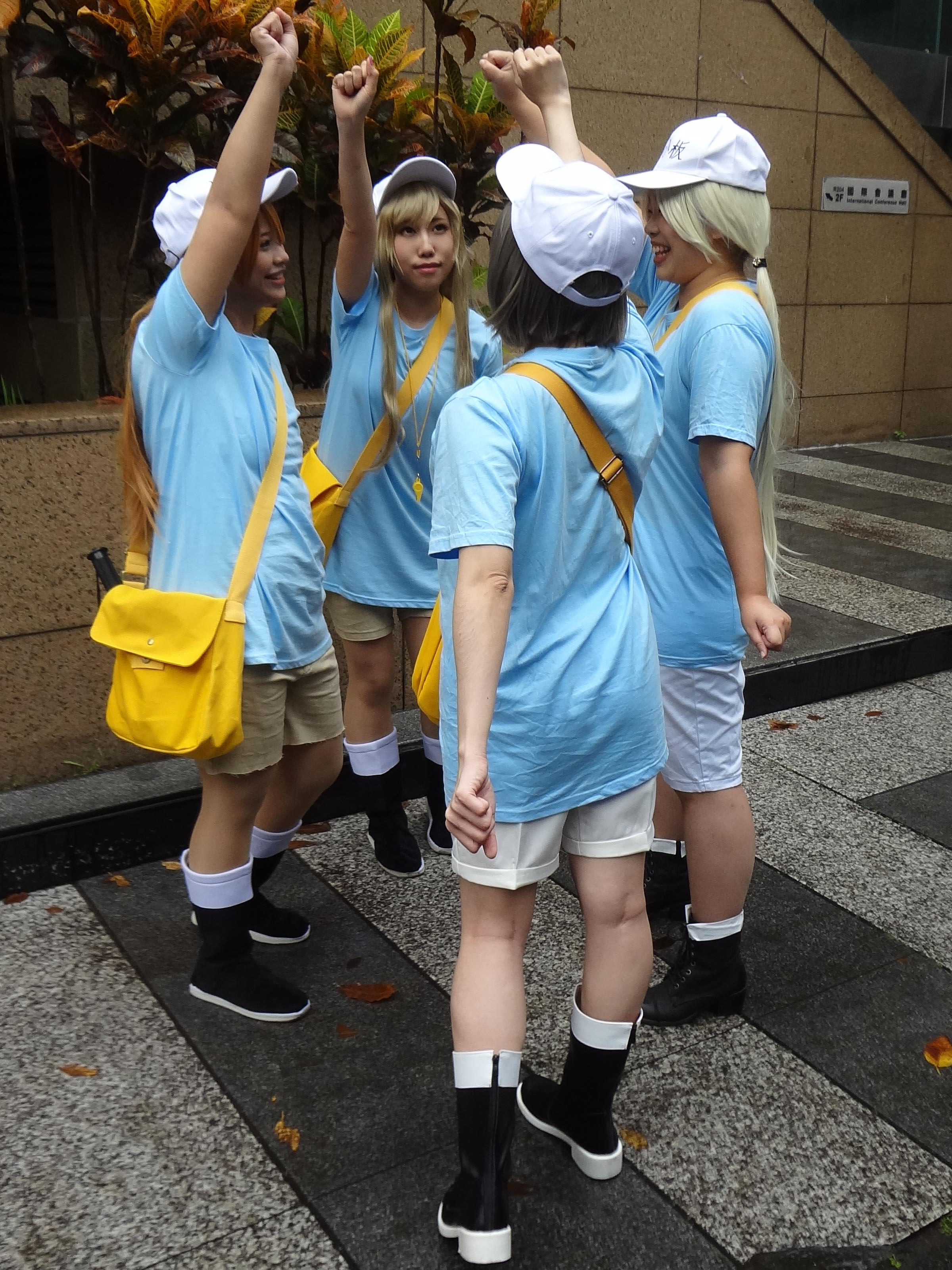
Vier Cosplayerinnen als Blutplättchen, Comic World Taiwan 2018.

Rebecca Silverman von Anime News Network lobte den lehrhaften Aspekt des Mangas, obwohl die Informationsvermittlung voller Wiederholungen stecke, und nannte Cells at Work! durch seine sympathischen Charaktere unterhaltsam. Sean Gaffney bezeichnete die Serie als einen sehr lustigen Shōnen-Action-Manga. Er hob besonders deren Albernheit hervor.
Das Rankingbuch Kono Manga ga Sugoi! nahm Cells at Work auf Platz sieben der Top-Mangas für männliche Leser auf. Paul Gravett nahm das Werk in seine persönliche Liste der Top 22 Comics, Graphic Novels & Manga im Oktober 2016 auf.
Bis zum Juli 2017 verkaufte sich der Manga rund 1,3 Millionen Mal; im Januar 2018 waren es 1,5 Millionen verkaufte Exemplare.
Die Blutplättchen, die als Vorschulkinder dargestellt werden, avancierten binnen kurzer Zeit zu einem Internetphänomen in der Animeszene, wodurch auch zahlreiche Memes entstanden.
Der Neuroonkologe Satoru Osuka lobte die „interessante und genaue Art“ der Darstellung der Zellen des Körpers, beim Anime insbesondere Folge 7, die das Thema Krebszellen behandelt.